# プレシャスサマー!
「プレシャスサマー！」は、でんぱ組.incの楽曲。同グループ17枚目のシングルとして、2018年9月26日にMEME TOKYOから発売された。

## 概要
前作「おやすみポラリスさよならパラレルワールド/ギラメタスでんぱスターズ」から、CDとしては約6ヵ月振りとなる。表題曲の「プレシャスサマー！」は、Wiennersの玉屋2060%が作詞作曲編曲を担当。2018年7月8日から先行ダウンロード配信され、夏フェスやイベントで多く披露された、7人体制では初のサマー・チューン。

## 発表と背景
本作の発売決定は、2018年の7月7日、河口湖ステラシアターで開催のワンマンライブ『でんぱ組.inc コスモツアー 2018〜七月七日は七夕まつり編〜』にて発表された。ライブ中盤の夏曲メドレーにて“平成最後の夏曲”として「プレシャスサマー！」を初披露。さらにアンコール中、ニューシングル「プレシャスサマー！」の9月26日リリースがメンバーから報告された。夢眠ねむが「サマーなのに9月末に出すの!? やだやだー！」と駄々をこねると古川未鈴が「じゃあこうしましょう」と、当夜24時より表題曲「プレシャスサマー！」のみ先行配信することを発表した。なお、このライブの模様はニコニコ生放送でも中継された。また、同年4月30日の『コスモツアー2018〜惑星探査〜』江戸川区総合文化センター公演と、この日の河口湖ステラシアター公演とを2本立てで収める、ライブBlu-ray/DVD『COSMO TOUR 2018』もシングルと同時リリースとした。

## リリース
「プレシャスサマー！」は2018年7月8日、iTunes Store、レコチョク、mora（ハイレゾ、通常）、ドワンゴジェイピー、music.jp などで、先行ダウンロード配信がスタートした。
8月17日には、Apple Music、Spotify、LINE MUSIC でのストリーミング配信も開始。
さらに同日、9月26日のリリースに先駆けて、シングルCDおよびライブBlu-ray/DVDの、収録内容やジャケットヴィジュアル（後述）などの詳細が公開された。シングルの初回限定盤A・Bには、8月上旬に3日連続で開催されたばかりの『東北でんぱ大作戦』の模様を前編・後編として収録したDVDが付属となった。各ショップの購入特典や、ファンクラブ「でんぱとう」会員限定の特典を発表し、さらにBlu-ray/DVD+CDダブル購入者キャンペーンも実施された。

## 音楽性と歌詞

### 表題曲
「プレシャスサマー！」は、でんぱ組.incではお馴染みWiennersの玉屋2060％が「サクラあっぱれーしょん」同様に作詞作曲編曲のすべてを手がけている。この楽曲について音楽ライターの小山守は「ハードコアっぽい破壊力にあふれた演奏が高速ビートで突き進み、歌詞を聞き取るのが追いつかないくらい速い。なのにメロディは親しみやすくてキャッチーで泣きの要素も入っているという、玉屋の本領発揮といえる曲だ。こうしたカオス曲はでんぱ組.incの真骨頂でもあり、それを更新した感が強い」と評価している。音楽評論家の宗像明将は「聴く者に『でんぱ組.incらしい』と感じさせる圧倒的なスピード感と情報量。かと思うと、1番のサビの後にいきなり転調するなど、一筋縄ではいかない構造にもなっている」と述べている。また、間奏での「あ、そろそろ夏が始まるっ！」という藤咲彩音のセリフが「でんでんぱっしょん」からの自身の「あ、そろそろ始まるっ」を踏襲している点や、今回は冒頭の歌い出しを担当する根本凪の終盤にもあるソロパートなどを挙げ、「過去を踏まえつつ現在のでんぱ組.incを体現している」とした。
相沢梨紗はインタビューで、同時リリースのライブ映像作品『COSMO TOUR 2018』のセットリストに関して「新曲を真ん中でやるっていうのも新しかったし、チャレンジしたなって感じ」と語った。この「プレシャスサマー！」について、取材した大山卓也からの「聴いていて謎の感動が生まれてくる」との感想には「明るくて笑顔になれるのに、なぜか泣けちゃうんですよね」と答えた。この楽曲の第一印象を相沢は「こんな速いの本当に歌えるのかな？全然息継ぎできないがな！みたいな（笑）。レコーディングした後に自分で聴いても何言ってるかわかんなかったし。でも語感がいいから歌ってて気持ちいいです」とした。サビの後でさらに盛り上がる展開には「頭に血が上り続ける感じ」「でも歌い始めたらあっという間に終わっちゃうからすごい曲」と述べた。

### カップリング曲
「エバーグリーン」は、NOBE作詞、浅野尚志作編曲。宗像は「『終わらない幸せ』を目指す歌詞といい、心地良い昂揚感があるメロディーといい、まさにエヴァー・グリーンな楽曲だ。浅野尚志によるサウンドは、ストリングス・アレンジが実に艶やかだ」と評価する。
「かぼちゃタンデム」は、只野菜摘作詞、 MOSAIC.WAV作曲、釣俊輔編曲。宗像は「ジャジーな要素もあり、まるでミュージカル・ナンバーのようだ。でんぱ組.incが毎年参加しているサンリオピューロランドでのイベント『夢みる☆ディアステージ』でのパレードもふと連想した。7人のヴォーカルの個性の豊かさが、そのまま楽曲のにぎやかさにつながっている」としている。

## プロモーション

### メディア
初めて「プレシャスサマー！」がオンエアされたラジオ番組は、7月9日のTOKYO FM『でんぱch.♥〜TOKYO DEMPA INTERNATIONAL〜』である。また、東海ラジオでは8月の「RUSH HOUR!」に選ばれて1か月間にわたりヘヴィー・ローテーションされた。
9月15日、シングルのカップリング曲「エバーグリーン」が東海ラジオの『Dera☆Dear☆Stage』にてラジオ初オンエア。9月17日には、同じくカップリング曲の「かぼちゃタンデム」がFM-FUJIの『相沢梨紗のラジオ活動』にてラジオ初オンエアされた。
9月22日、i-dioのチャンネル「TS ONE」の生放送プログラム『BUZZ FLAG』で特集にラインナップされた。間もなく新譜シングルとライブBlu-ray/DVDを同時リリースするでんぱ組.incの、メンバーから届いたメッセージもオンエアし、"萌えきゅんソング"にスポットを当てる2時間となった。
リリース当日の9月26日の夜には、これを記念してスペシャル生配信番組を届けた。でんぱ組.incがLINE LIVEに集結し、ゲスト出演の玉屋2060%も楽曲の制作エピソードや裏話などを披露して盛り上がった。映像を見ながらイベントを振り返るほか、Twitterで「 #でんぱLINELIVE夏 」を付けて募集したプレシャスな夏の思い出の投稿を番組内で紹介するなど、お楽しみ企画も実施した。

### イベント
「プレシャスサマー！」の発売を記念して東名阪の3カ所でリリースイベントの開催が予定され、そのうち9月22日の名古屋と24日の大阪では、2ショットチェキ撮影会や個別サイン会などで盛況となり、30日の東京を残すのみとなっていた。さらに『JOYSOUND presents でんぱ組.inc コスモツアー2018』を締めくくる『〜未知との遭遇〜』(9月27日・28日、ともにZepp DiverCity)と『〜既知との再会〜』(9月29日、豊洲PIT)との3会場限定で、新譜リリース記念として大抽選会を開催した。ところが、その大抽選会の特賞「集合囲みチェキ」の実施も予定されていた30日の東京でのリリースイベントについては、折しも日本列島を縦断し始めていた平成30年台風第24号により「影響およびお客様の安全を考慮」しての延期が、29日夕方に発表された。ステージではライブ終盤のメンバー達からもこの件をお知らせしながら「サマーなのに11月！」などの声も上げた。

## アートワークと映像
7月8日からの先行配信では、アーティストの牛木匡憲がジャケットのイラストを担当した。メンバーの描かれたコラボグッズは、7月15日より『〜未知との遭遇〜』各会場およびヴィレッジヴァンガードの一部店舗で販売された。8月17日に公開されたCDジャケットは、MV制作で常連の志賀匠監督のチームが担当した。アイドルにふさわしくメンバーの写真をフィーチャーしており、ヴィヴィッドな色使いだが、特に初回限定盤AとBは夏のホラー、あるいは秋のハロウィンも兼ねて似合いそうな怪奇なデザインとなっている。
同じく8月17日には、YouTubeでんぱ組.inc公式チャンネルで、上述の7月7日河口湖ステラシアターでのライブ映像に合わせて同曲を公開した。同時に、先行配信の開始以来ただでさえ早口な歌唱により諸説あった歌詞も、この画面の中でようやく文字として判明した。9月1日に、初回限定盤A、Bそれぞれに同梱されるDVDの詳細が、明らかとなった。この発表にあわせ、YouTubeでんぱ組.inc公式チャンネルには「東北ライブハウス大作戦 Presents 東北でんぱ大作戦！」のダイジェスト映像がアップされた。

## ライブ・パフォーマンス
上述の『でんぱ組.inc コスモツアー 2018 〜七月七日は七夕まつり編〜』ではライブ中盤に初披露した「プレシャスサマー！」は、アンコールのラストナンバーとしても東京打撃団を交えて再び演奏された。すり鉢状の会場で開閉式の屋根が開いたまま偶然に雨が降り出し、濡れたステージで足元が滑りながらメンバーは新曲を歌い踊った。最後に花火が盛大に打ち上がり夏の夜空を彩った。
この七夕まつり編を皮切りに「プレシャスサマー！」を携えて、7月15日からは全6都市7公演による対バンツアー『JOYSOUND presents でんぱ組.inc コスモツアー 2018 〜未知との遭遇〜』が開催された。

## チャート成績
2018年10月8日付のオリコン週間CDシングルランキングによると約4.0万枚を売り上げ初登場2位。これまでの最高順位であった「あした地球がこなごなになっても」に並ぶ2位に返り咲いた。同じく10月8日付のBillboard JAPAN Top Singles Salesでも、約4.3万枚を売り上げて初登場2位。なお、オリコンデイリーCDシングルランキングでも、9月25日付で2位を記録した。

## 収録曲
| #         | タイトル                               | 作詞       | 作曲       | 編曲       | 時間  |
| --------- | -------------------------------------- | ---------- | ---------- | ---------- | ----- |
| 1.        | 「プレシャスサマー！」                 | 玉屋2060％ | 玉屋2060％ | 玉屋2060％ | 04:10 |
| 2.        | 「エバーグリーン」                     | NOBE       | 浅野尚志   | 浅野尚志   | 04:03 |
| 3.        | 「かぼちゃタンデム」                   | 只野菜摘   | MOSAIC.WAV | 釣俊輔     | 04:40 |
| 4.        | 「プレシャスサマー！」((Instrumental)) |            |            |            | 04:09 |
| 5.        | 「エバーグリーン」((Instrumental))     |            |            |            | 04:03 |
| 6.        | 「かぼちゃタンデム」((Instrumental))   |            |            |            | 04:40 |
| 合計時間: | 合計時間:                              | 合計時間:  | 合計時間:  | 合計時間:  | 25:45 |

### 初回限定盤DVD

#### A
| 「東北ライブハウス大作戦 Presents 東北でんぱ大作戦（前編）」 |                              |           |            |          |
| #                                                            | タイトル                     | 作詞      | 作曲・編曲 | 監督     |
| 1.                                                           | 「ソーリー、ロンリー。」     |           |            | BOZO&YGQ |
| 2.                                                           | 「ギラメタスでんぱスターズ」 |           |            |          |
| 3.                                                           | 「NEO JAPONISM」             |           |            |          |
| 4.                                                           | 「キラキラチューン」         |           |            |          |
| 5.                                                           | 「Ψ発見伝!」                 |           |            |          |
| 6.                                                           | 「Future Diver」             |           |            |          |
| 合計時間:                                                    | 合計時間:                    | 合計時間: | 38:12      |          |

#### B
| 「東北ライブハウス大作戦 Presents 東北でんぱ大作戦（後編）」 |                                  |           |            |          |
| #                                                            | タイトル                         | 作詞      | 作曲・編曲 | 監督     |
| 1.                                                           | 「VANDALISM」                    |           |            | BOZO&YGQ |
| 2.                                                           | 「トライアングルドリーマー」     |           |            |          |
| 3.                                                           | 「光のキャンベル」               |           |            |          |
| 4.                                                           | 「プレシャスサマー！」           |           |            |          |
| 5.                                                           | 「ファンファーレは僕らのために」 |           |            |          |
| 6.                                                           | 「ORANGE RIUM」                  |           |            |          |
| 合計時間:                                                    | 合計時間:                        | 合計時間: | 38:17      |          |